# أنتتي جونتوما
أنتتي جونتوما (بالفنلندية: Antti Juntumaa)‏ (مواليد 10 يوليو 1959) هو ملاكم فنلندي، مثّل بلاده في الألعاب الأولمبية الصيفية 1980.

## روابط خارجية
أنتتي جونتوما على موقع أوليمبيديا (الإنجليزية)